# Пери (окръг, Мисури)
Вижте пояснителната страница за други значения на Пери.
Окръг Пери (на английски: Perry County) е окръг в щата Мисури, Съединени американски щати. Площта му е 1254 km², а населението - 18 743 души. Административен център е град Перивил.